# Colom feréstec frontgrís
El colom feréstec frontgrís (Leptotila rufaxilla) és una espècie d'ocell de la família dels colúmbids (Columbidae) que habita boscos d'Amèrica del Sud, des de l'est de Colòmbia, Veneçuela, Trinitat i Guaiana, cap al sud, a través de l'est de l'Equador, del Perú, i de Bolívia, i Brasil, fins al Paraguai, Uruguai i zona limítrofa de l'Argentina.